# Região Geográfica Imediata de Alfenas

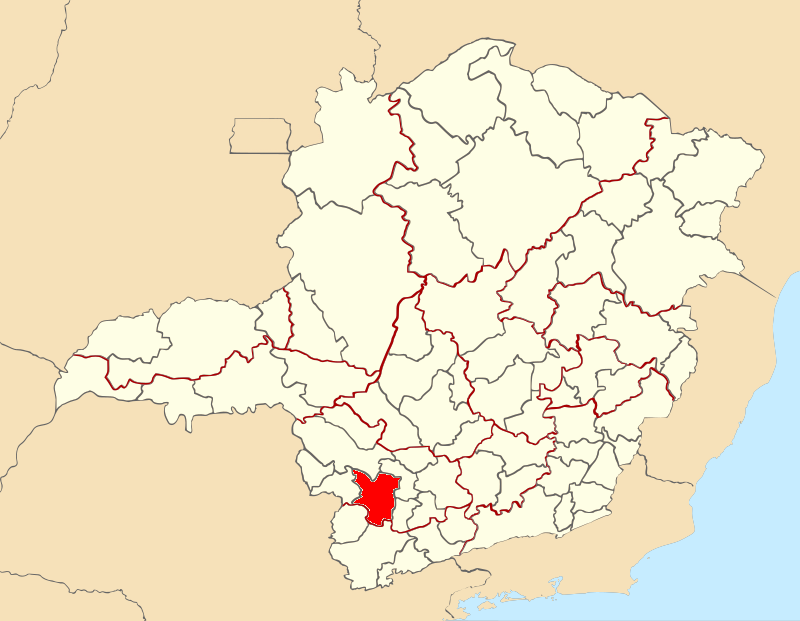
Região Geográfica Imediata de Alfenas.

A Região Geográfica Imediata de Alfenas é uma das 70 regiões geográficas imediatas do Estado de Minas Gerais, uma das dez regiões geográficas imediatas que compõem a Região Geográfica Intermediária de Varginha e uma das 509 regiões geográficas imediatas do Brasil, criadas pelo IBGE em 2017.

## Municípios
É composta por 13 municípios:
- Alfenas
- Alterosa
- Areado
- Campo do Meio
- Campos Gerais
- Carvalhópolis
- Conceição da Aparecida
- Divisa Nova
- Fama
- Machado
- Paraguaçu
- Poço Fundo
- Serrania

## Estatísticas
Tem uma população estimada pelo IBGE para 1.º de julho de 2017 de 259 073 habitantes e área total de 4 970,879 km².